# Prince Brothers General Store
La Prince Brothers General Store – ou Berry Store – est un magasin général américain situé à Prince, dans le comté de Fayette, en Virginie-Occidentale. Protégée au sein des parc national et réserve de New River Gorge, elle est inscrite au Registre national des lieux historiques depuis le 17 avril 1986.